# Таневцы
Таневцы (лат. Thafnezi) — племя, упоминаемое в Баварском географе, которое имело 257 городов. Точное местоположение племени неизвестно.

## Область расселения
По мнению Шафарика — жители берегов реки Танев в юго-восточной Польше.
Йоахим Херрман объединял это племя с Тадешами и помещал их в юго-восточной части современной Польши.
Ежи Налепа предположил, что изначальное название племени было Добницы/Добничи и располагал их на одном из притоков реки Солавы, то есть в регионе лужицких сербов. Он считал преувеличенной информацию Баварского географа о том, что племя владеет 257 городами — для столь малого племени это было непомерно много.
Гипотеза о том, что название племени следует читать как Равчане/Равяне и помещать его на реке Равка выглядит малоубедительной с филологической точки зрения.